# چینچیانی (پرو)
چینچیانی (به اسپانیایی: Chinchillani) یک کوه در پرو است که در منطقه موکگوا واقع شده‌است. چینچیانی ۴٬۸۰۰ متر بالاتر از سطح دریا واقع شده‌است.